# Castle Rock (Stephen King)
Castle Rock, Maine este un oraș fictiv din Maine, SUA care apare în scrierile lui Stephen King, fiind orașul în care are loc intriga din mai multe romane, povestiri și nuvele. Creat în mod similar ca orașele fictive Jerusalem's Lot (care apare în romanul 'Salem's Lot) și Derry (prezentat în romanele Orașul bântuIT,  Insomnia și Dreamcatcher), Castle Rock este un orășel tipic din regiunea New England care are numeroase secrete întunecate.

## Lucrări cu acțiunea în Castle Rock
- The Dead Zone
- Cujo
- "The Body" (o nuvelă din colecția Anotimpuri diferite). În film, Stand By Me, orașul este în Oregon.
- "Uncle Otto's Truck" (o povestire din colecția Skeleton Crew)
- The Dark Half
- "The Sun Dog" (o nuvelă din colecția Four Past Midnight)
- Needful Things
- "It Grows on You" (o povestire care apare în colecția Nightmares & Dreamscapes)

## Lucrări cu referințe la Castle Rock
- "Graveyard Shift" (o povestire care apare în colecția Night Shift)
- Creepshow
- "Rita Hayworth and Shawshank Redemption" (naratorul a locuit în Castle Rock înainte de a fi închis la Shawshank)
- Pet Sematary (face referințe la Cujo care are loc in Castle Rock)
- "Gramma" (o povestire care apare în colecția Skeleton Crew)
- "Mrs. Todd's Shortcut" (o povestire care apare în colecția Skeleton Crew)
- "Nona" (o povestire care apare în colecția Skeleton Crew)
- Orașul bântuIT
- Jocul lui Gerald
- Sleepwalkers (șeriful cere întăriri din Castle Rock)
- Virus mortal
- O mână de oase (părți semnificative din povestire au loc în Castle Rock, dar și în Derry, Maine și pe TR90 la Dark Score Lake, Maine)
- The Girl Who Loved Tom Gordon
- Riding the Bullet
- Dreamcatcher (se referă la o stație radio din Castle Rock)
- "The Man in the Black Suit" (o povestire care apare în colecția Everything's Eventual)
- Kingdom Hospital (Television series)
- Lisey's Story
- "N." (o povestire care apare în Just After Sunset)
- Under the Dome
- "Premium Harmony" (o povestire publicată în numărul din noiembrie 2009 al The New Yorker)
- "11/22/63"

Primul film care face referiri la Castle Rock a fost Stand by Me (o adaptare a nuvelei "The Body"), deși în film Castle Rock a fost mutat din Maine în Oregon. Rob Reiner, regizorul filmului, a numit mai târziu compania sa de producție Castle Rock Entertainment. Compania s-a axat în principal pe adaptări cinematografice după lucrările lui King.  
În adaptarea nuvelei "The Mist", David Drayton citește un ziar numit The Castle Rock Times.